# Dekanat Miedźna
Dekanat Miedźna – jeden z 37 dekanatów katolickich w archidiecezji katowickiej. W jego skład wchodzą następujące parafie:
1. Parafia św. Marcina w Ćwiklicach
2. Parafia NMP Królowej Wszechświata we Frydku
3. Parafia św. Barbary w Górze
4. Parafia Ścięcia św. Jana Chrzciciela w Grzawie
5. Parafia św. Izydora w Jankowicach Pszczyńskich
6. Parafia św. Klemensa Papieża w Miedźnej
7. Parafia św. Jana Chrzciciela w Studzienicach
8. Parafia św. Urbana Papieża i Męczennika w Woli
9. Parafia Matki Bożej Piekarskiej w Woli-Osiedlu